# Північний вокзал (Кишинів)

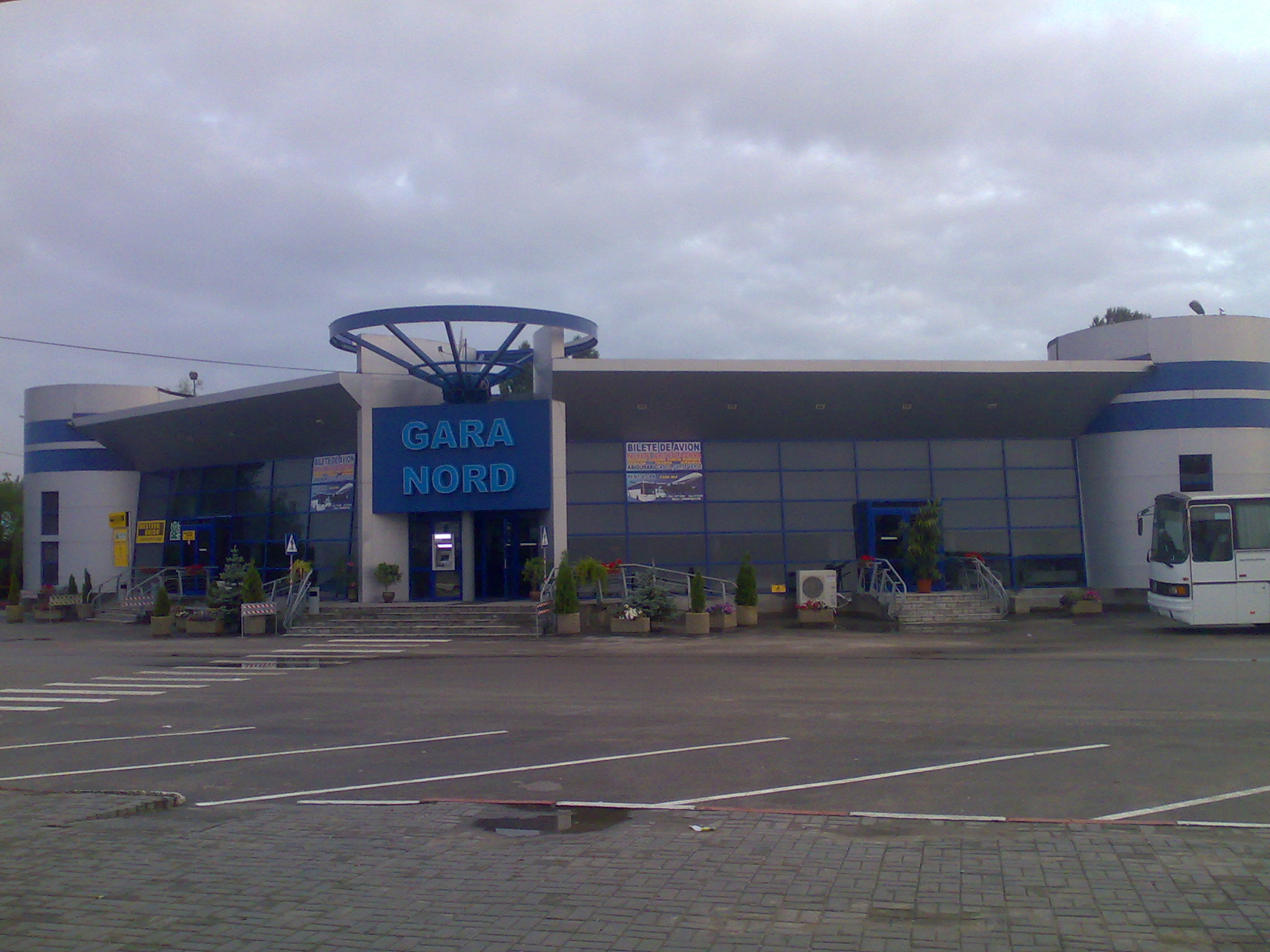
Приміщення Північного автовокзалу Кишинева

Північний автовокзал ( рум. Gara Auto Nord) - один з трьох автовокзалів міста Кишинева . Розташований у Центральному секторі Кишинева за адресою вулиця Каля Мошилор, 2/1. Автовокзал обслуговує як пасажирські перевезення всередині Республіки Молдова, так і ряд закордонних напрямків ( Україна, Росія, Білорусія, Азербайджан, Чехія ).

## Історія
З 1997 року кишинівський Центральний автовокзал перестав справлятися з навантаженням, яке невпинно зростало через збільшення кількості рейсів. Центральний автовокзал було збудовано для того, щоб обслуговувати, головним чином, приміські автобусні маршрути. З їх збільшенням автовокзал почав перевантажуватися. Кількість стоянок була незначною, а технічний стан – далеким від норми. Вихлопні гази серйозно заважали мешканцям довколишніх будинків у центрі міста. За оцінками фахівців, Південний автовокзал, збудований в останні роки радянської влади, лише частково зміг вирішити проблему.

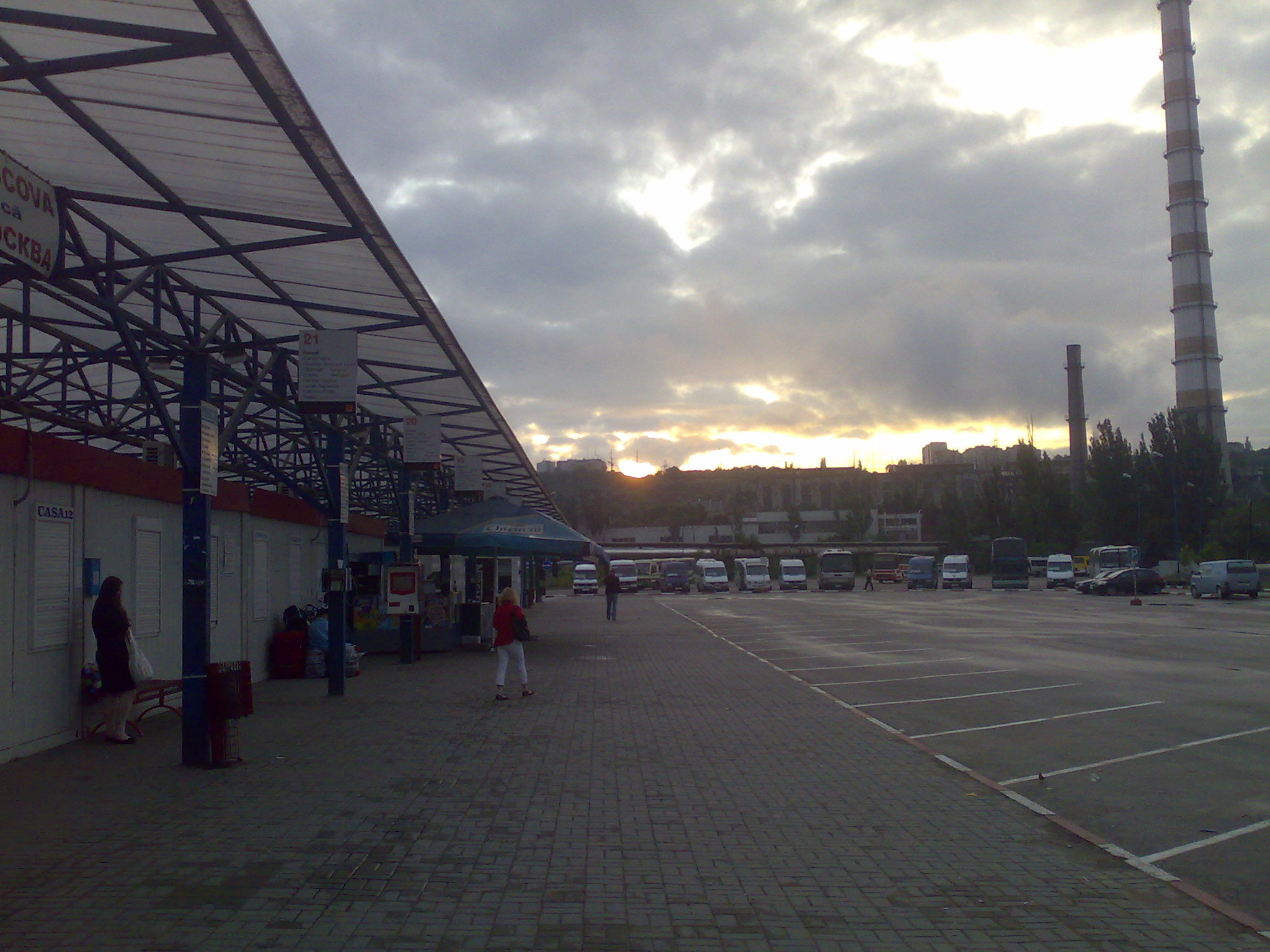
Платформи Північного автовокзалу

У 2001 році влада міста оголосила про початок будівництва Північного автовокзалу. Було прийнято на конкурс кілька варіантів майданчика для будівництва автовокзалу. Одна з них була у районі тракторного заводу. Інша на вулиці Каля Басарабія. Третя — на перехресті вулиць Соколень та Каля Орхеюлуй. Спочатку було зазначено, що замовником цього об'єкта виступить Міністерство транспорту та зв'язку Республіки Молдова . Проте протягом півтора року це питання не було вирішено. Примерія ( мерія) Кишинева почала шукати замовника будівництва самостійно.
У листопаді 2001 року головний архітектор міста Кишинева Володимир Модирке повідомив пресі, що роль інвестора і замовника взяла на себе фірма «Екстремум». Майданчиком для будівництва стала ділянка площею 2,17 гектара на перетині вулиць Ізмаїльської та Каля Мошилор, неподалік Тютюнового комбінату. За словами головного архітектора міста, це був оптимальний і економічно вигідний варіант. До того ж, по вулиці Ізмаїльській транспортні потоки прямують не лише у північному напрямку  .
Першу чергу будівництва автовокзалу передбачалося закінчити не пізніше 1 грудня 2004 року . Проєктувальником Північного автовокзалу та будівельником стала кишинівська фірма «Lascont». Першу чергу автовокзалу було відкрито в лютому 2005 року. Спочатку працювала невелика зала очікування, камера зберігання багажу, квиткові каси (у яких можна придбати квитки на будь-який із трьох автовокзалів Кишинева в будь-якому напрямку). На Північний автовокзал було переведено з Центрального 100 автобусних рейсів. 20 лютого 2004 року перевели ще 150 рейсів. У березні того ж року перевели ще 100 рейсів. Був запланований маршрут громадського міського транспорту, який мав зв'язати найкоротшим шляхом усі три автовокзали міста  . Цей проєкт не було здійснено, проте маршрут, яким можна дістатися до кожного з трьох автовокзалів Кишинева, насправді існує — маршрутне таксі № 109  .

## Громадський транспорт
До Північного автовокзалу Кишинева можна дістатися:
1. Тролейбусами № 9, № 13 та № 20;
2. Маршрутними таксі № 107, 109, 113, 173, 191 та інших.

## Автобусні маршрути

### Міжміські
- Алчедар
- Алексендрень
- Баксани
- Баласінешть
- Балатіна
- Барабой
- Бєльці
- Бокани
- Нижні Борошани
- Бранішти
- Бричани
- Бурсучень
- Бутор
- Варатик
- Васіяни
- Велериця
- Вісока
- Геузень
- Германешть
- Глодяни
- Григоріополь
- Ґріманкауць
- Гелешень
- Дондушень
- Дрокія
- Дуруїтоаря Ноуе
- Єгорень
- Єдинці
- Єкімеуць
- Жабка
- Загорень
- Зеікани
- Кейнарій-Векі
- Старі Каракушани
- Карманове
- Казанешти
- Кертіш
- Кетросу
- Кішкерень
- Кіцканій Векь
- Клокушна
- Кобиля
- Коба
- Кіндратешти
- Костянтинівка
- Коржеуци
- Корнова
- Кошкодень
- Костешти
- Котюженій-Марі
- Малі Котюжани
- Котове
- Ігнецей
- Іленуці
- Ліпчень
- Ліпнік
- Лунга
- Матеуць
- Медвежа
- Мешень
- Моноїлешти
- Ми нарешті
- Нападова
- Клімеуцій-де-Жос
- Ніхорень
- Окниця
- Отак
- Перерита
- Петрешть
- Печиште
- Піпень
- Плоть
- Пражила
- Резина
- Рибниця
- Редіул Маре
- Сахарна
- Скаєнь
- Вилиць
- Сокіл
- Сорока
- Спея
- Теленешти
- Теребна
- Тешкурені
- Тиршицею
- Унгени
- Хородишти
- Христова
- Хинкеуці
- Хинчешти
- Цареука
- Циплешти
- Черліна
- Четвер
- Чулукань
- Чучулям
- Ширауць
- Шолданешти
- Шофринкань
- Шур

### Міжнародні
| Україна: - Бориспіль - Вапнярка - Дніпро - Донецьк - Запоріжжя - Каховка - Каменка - Київ - Коблево - Подільськ - Чорноморськ | - Львів - Миколаїв - Одеса - Полтава - Сергіївка - Скадовськ - Умань - Харків - Херсон - Хмельницький - Чернівці | Росія: - Бєлгород - Вороніж - Краснодар - Москва - Санкт-Петербург - Сочі - Старий Оскол | Чехія: - Карлові Вари - Плзень - Прага Азербайджан: - Баку Білорусь: - Мінськ Польща: - Варшава |

### Транзитні
| - Бєльці — Григоріополь - Бєльці — Одеса - Бєльці — Херсон - Вулканешти — Бєльці - Кагул — Бєльці - Кагул — Сороки | - Комрат — Москва - Ізмаїл — Бєльці - Ніспорени — Одеса - Одеса — Бєльці - Одеса — Сороки - Оргіїв — Одеса | - Рени — Бєльці - Сороки — Одеса - Тирасполь — Ліпчень - Тирасполь — Ришкани - Тирасполь — Бєльці - Херсон — Бєльці |